# Psaume 108 (107)
Le psaume 108 (107 selon la numérotation grecque) est attribué à David.

## Texte
| verset | original hébreu                                       | traduction française de Louis Segond                                                                                       | Vulgate latine                                                                                  |
| ------ | ----------------------------------------------------- | --- | ----------------------------------------------------------------------------------------------- |
| 1      | שִׁיר מִזְמוֹר לְדָוִד. נָכוֹן לִבִּי אֱלֹהִים                        | [Cantique. Psaume de David.]                                                                                               | [Canticum psalmi David]                                                                         |
| 2      | אָשִׁירָה וַאֲזַמְּרָה, אַף-כְּבוֹדִי. ג עוּרָה, הַנֵּבֶל וְכִנּוֹר; אָעִירָה שָּׁחַר | Mon cœur est affermi, ô Dieu ! Je chanterai, je ferai retentir mes instruments : c’est ma gloire !                         | Paratum cor meum Deus paratum cor meum cantabo et psallam in gloria mea                         |
| 3      | אוֹדְךָ בָעַמִּים יְהוָה; וַאֲזַמֶּרְךָ, בַּלְאֻמִּים                       | Réveillez-vous, mon luth et ma harpe ! Je réveillerai l’aurore.                                                            | Exsurge psalterium et cithara exsurgam diluculo                                                 |
| 4      | כִּי-גָדוֹל מֵעַל-שָׁמַיִם חַסְדֶּךָ; וְעַד-שְׁחָקִים אֲמִתֶּךָ                 | Je te louerai parmi les peuples, Éternel ! Je te chanterai parmi les nations.                                              | Confitebor tibi in populis Domine et psallam tibi in nationibus                                 |
| 5      | רוּמָה עַל-שָׁמַיִם אֱלֹהִים; וְעַל כָּל-הָאָרֶץ כְּבוֹדֶךָ                 | Car ta bonté s’élève au-dessus des cieux, et ta fidélité jusqu’aux nues.                                                   | Quia magna super caelos misericordia tua et usque ad nubes veritas tua                          |
| 6      | לְמַעַן, יֵחָלְצוּן יְדִידֶיךָ; הוֹשִׁיעָה יְמִינְךָ וַעֲנֵנִי               | Élève-toi sur les cieux, ô Dieu ! Et que ta gloire soit sur toute la terre !                                               | Exaltare super caelos Deus et super omnem terram gloria tua                                     |
| 7      | לְמַעַן, יֵחָלְצוּן יְדִידֶיךָ; הוֹשִׁיעָה יְמִינְךָ וַעֲנֵנִי               | Afin que tes bien-aimés soient délivrés, sauve par ta droite, et exauce-nous !                                             | Ut liberentur dilecti tui salvum fac dextera tua et exaudi me                                   |
| 8      | אֱלֹהִים, דִּבֶּר בְּקָדְשׁוֹ--אֶעְלֹזָה: אֲחַלְּקָה שְׁכֶם; וְעֵמֶק סֻכּוֹת אֲמַדֵּד    | Dieu a dit dans sa sainteté : Je triompherai, je partagerai Sichem, je mesurerai la vallée de Succoth ;                    | Deus locutus est in sancto suo exaltabor et dividam Sicima et convallem tabernaculorum dimetiar |
| 9      | לִי גִלְעָד, לִי מְנַשֶּׁה, וְאֶפְרַיִם, מָעוֹז רֹאשִׁי; יְהוּדָה, מְחֹקְקִי     | À moi Galaad, à moi Manassé ; Éphraïm est le rempart de ma tête, et Juda, mon sceptre ;                                    | Meus est Galaad et meus est Manasse et Effraim susceptio capitis mei Iuda rex meus              |
| 10     | מוֹאָב, סִיר רַחְצִי--עַל-אֱדוֹם, אַשְׁלִיךְ נַעֲלִי; עֲלֵי-פְלֶשֶׁת, אֶתְרוֹעָע | Moab est le bassin où je me lave ; je jette mon soulier sur Édom ; je pousse des cris de joie sur le pays des Philistins ! | Moab lebes spei meae in Idumeam extendam calciamentum meum mihi alienigenae amici facti sunt    |
| 11     | מִי יֹבִלֵנִי, עִיר מִבְצָר; מִי נָחַנִי עַד-אֱדוֹם                   | Qui me mènera dans la ville forte ? Qui me conduit à Édom ?                                                                | Quis deducet me in civitatem munitam quis deducet me usque in Idumeam                           |
| 12     | הֲלֹא-אֱלֹהִים זְנַחְתָּנוּ; וְלֹא-תֵצֵא אֱלֹהִים, בְּצִבְאֹתֵינוּ             | N’est-ce pas toi, ô Dieu, qui nous as repoussés, et qui ne sortais plus, ô Dieu, avec nos armées ?                         | Nonne tu Deus qui reppulisti nos et non exibis Deus in virtutibus nostris                       |
| 13     | הָבָה-לָּנוּ עֶזְרָת מִצָּר; וְשָׁוְא, תְּשׁוּעַת אָדָם                     | Donne-nous du secours contre la détresse ! Le secours de l’homme n’est que vanité.                                         | Da nobis auxilium de tribulatione quia vana salus hominis                                       |
| 14     | בֵּאלֹהִים נַעֲשֶׂה-חָיִל; וְהוּא, יָבוּס צָרֵינוּ                     | Avec Dieu, nous ferons des exploits ; il écrasera nos ennemis.                                                             | In Deo faciemus virtutem et ipse ad nihilum deducet inimicos nostros                            |

## Usages liturgiques

### Dans le judaïsme
Le verset 7 du psaume 108 fait partie du paragraphe final de la amidah.

### Dans le christianisme

#### Chez les catholiques
Il s'agit de l'un des psaumes desquels saint Benoît de Nursie ne précisa pas l'usage, dans sa règle de saint Benoît établie vers 530. Cependant, le psaume 108 (107) était traditionnellement exécuté par son ordre à la célébration de matines du samedi, soit selon un autre document du fondateur, soit d'après l'un de ses successeurs, de sorte que tous les 150 psaumes soient exécutés chaque semaine. 
Dans la liturgie des Heures actuelle, le psaume 108 est lu à l’office de laudes du mercredi de la quatrième semaine.

## Mise en musique
Vers 1680, Marc-Antoine Charpentier compose un "Paratum cor meum Deus" H.183 pour 3 voix et basse continue. Charles Levens a mis en musique ce psaume.